# Synagogue de Willemstad
La synagogue de Willemstad (officiellement la synagogue Mikvé Israël-Emanuel, en hébreu : בית הכנסת מקווה ישראל-עמנואל ; en anglais : The Hope of Israel-Emanuel Synagogue), Willemstad, Curaçao, est la plus ancienne synagogue des Amériques.

## Histoire
Elle est communément connu sous le nom de Snoa (diminutif pour esnoga, signifiant synagogue en vieux portugais et Ladino). Elle est une attraction touristique majeure à Curaçao, qui attire de nombreux visiteurs, dont la Reine Béatrix des Pays-Bas et sa famille qui visitèrent le site en 1992.
La congrégation Mikvé Israël qui remonte aux années 1650 a été fondée par des Juifs espagnols et portugais des Pays-Bas et du Brésil. Au XIXe siècle, il existait également à Willemstad une autre communauté appartenant au judaïsme réformé. En 1964, les deux communautés fusionnent pour former la communauté actuelle. La communauté est maintenant affiliée au judaïsme reconstructionniste.
Le premier bâtiment est acheté en 1674, le bâtiment actuel date de 1730. Le sol de la synagogue est recouvert de sable (telle que dans la synagogue Shaare Shalom de Kingston en Jamaïque) rappelant aux membres de la congrégation "la façon dont leurs ancêtres Juifs de la péninsule Ibérique couvraient le sol des maisons de prière afin d'étouffer le bruit de leur activité cachée et de ne pas se faire dénoncer". 
Avec ses trois hauts plafonds voûtés, la bimah, les galeries, les bancs et les lustres, l'intérieur de la synagogue ressemble fortement à la Synagogue portugaise d'Amsterdam. 
Attenant à la synagogue, un petit musée juif présente une collection comprenant des répliques des pierres tombales du cimetière juif local, le plus ancien cimetière juif, encore en usage dans l'Hémisphère Occidental.
Dans l'ancienne colonie hollandaise de Saint-Eustache, il est possible de trouver les ruines de la synagogue Honen Dalim synagogue datant de 1739. Une ancienne synagogue existait également à Jodensavanne, au Suriname, construite entre 1665 et 1671. Contrairement à la synagogue de Curaçao, ces deux synagogues ne sont plus en activité.

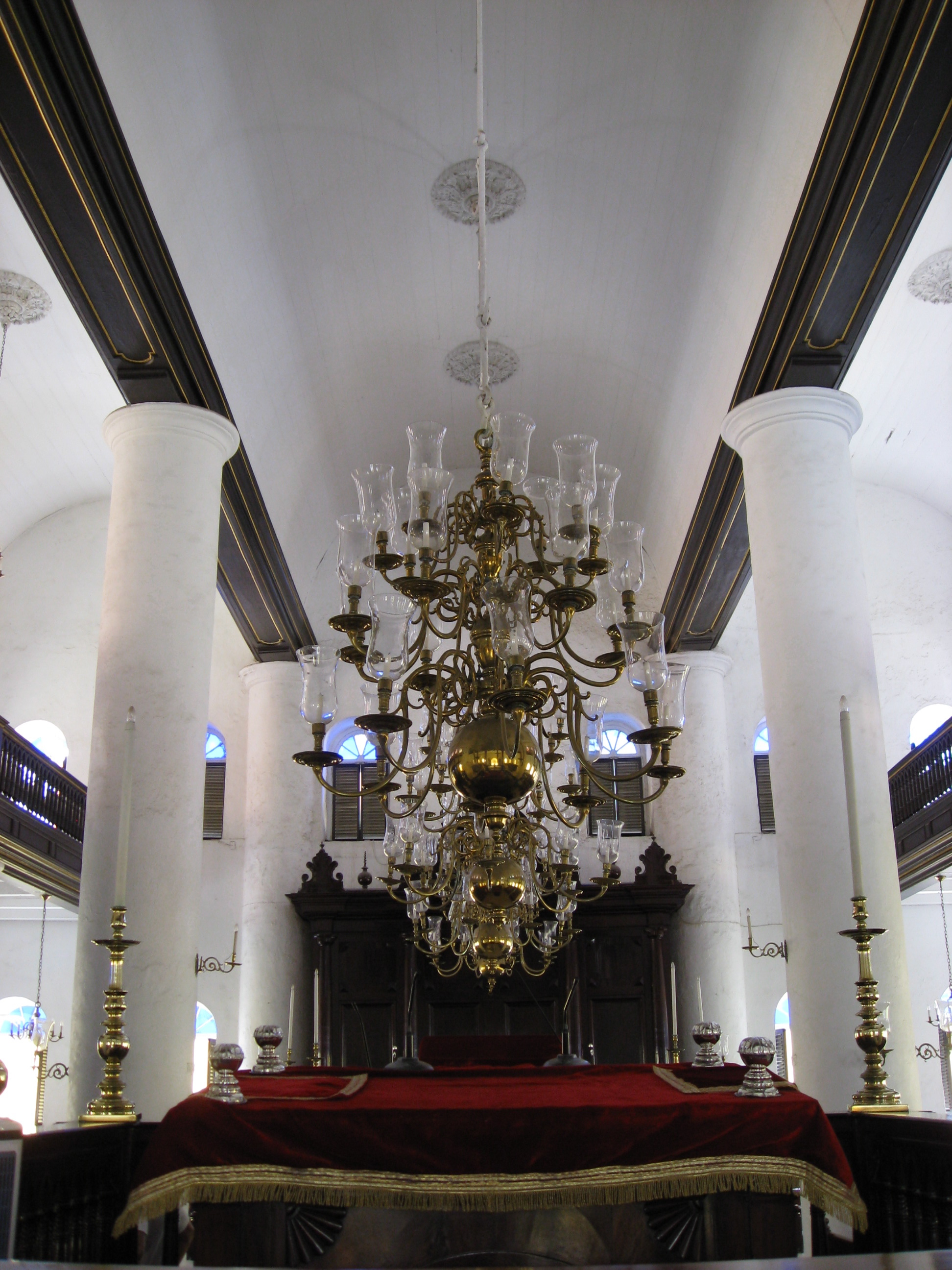
sanctuaire en acajou bimah
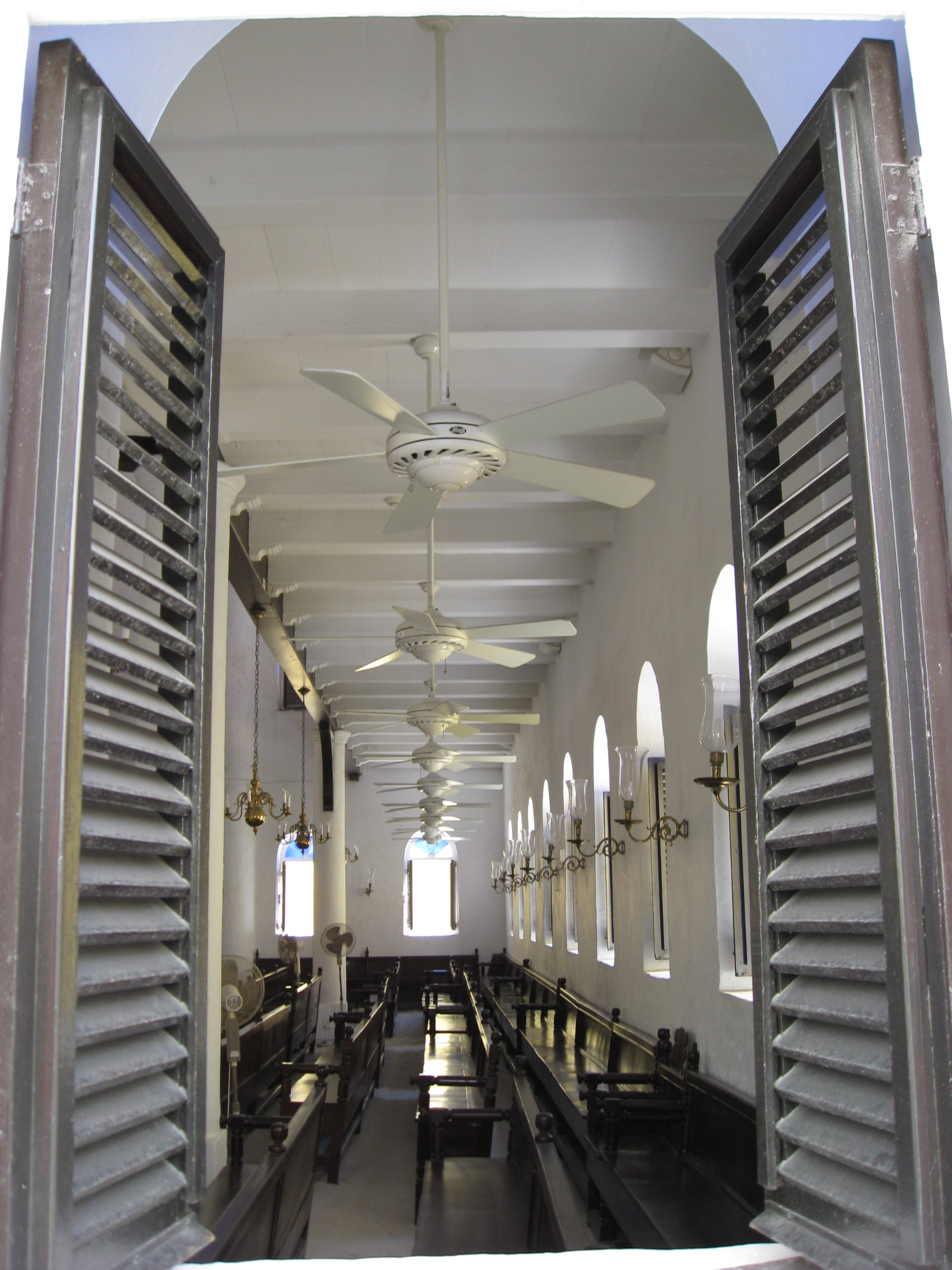
vue à travers les volets des fenêtres
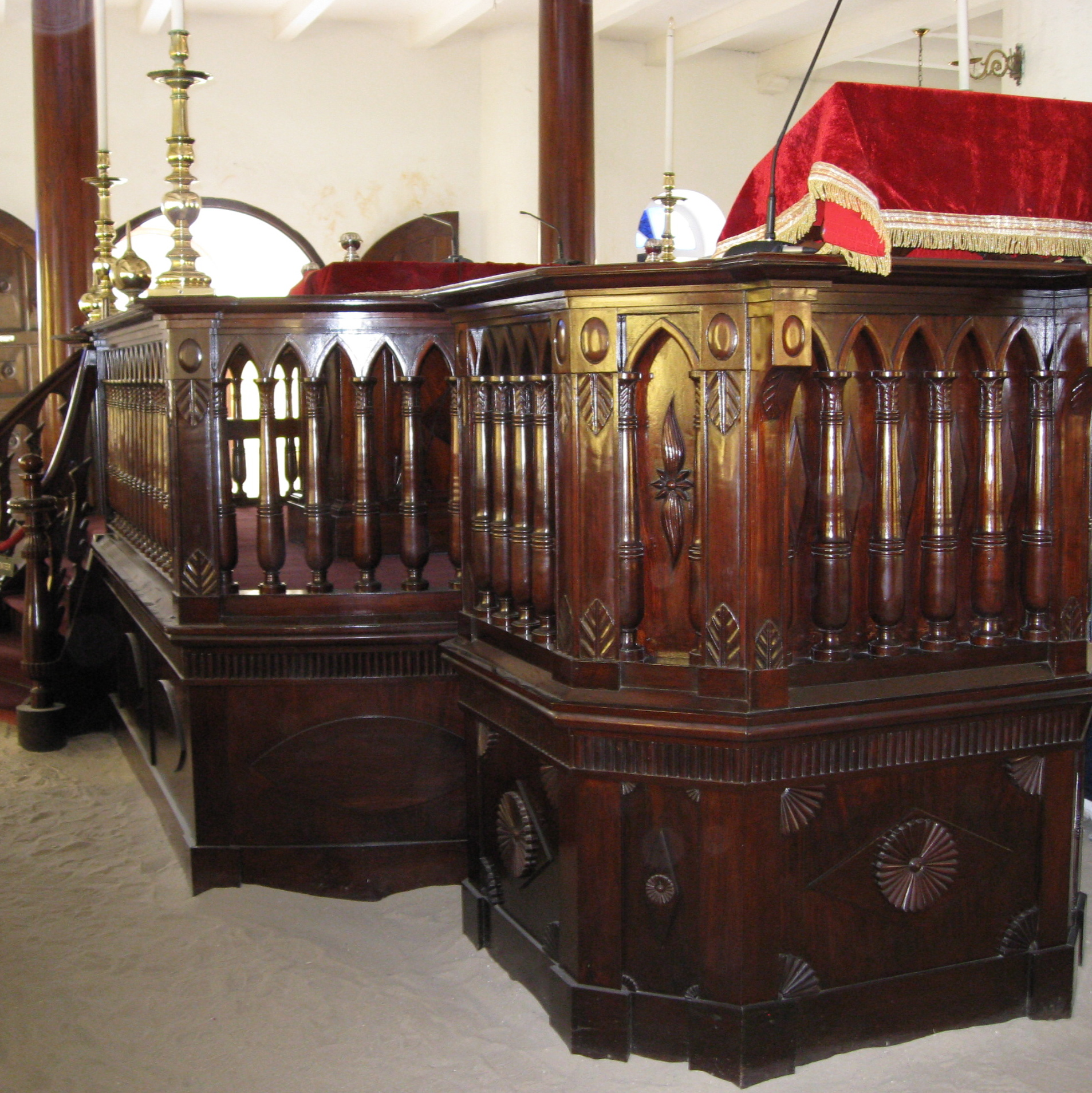
bimah en acajou montrant plancher de sable
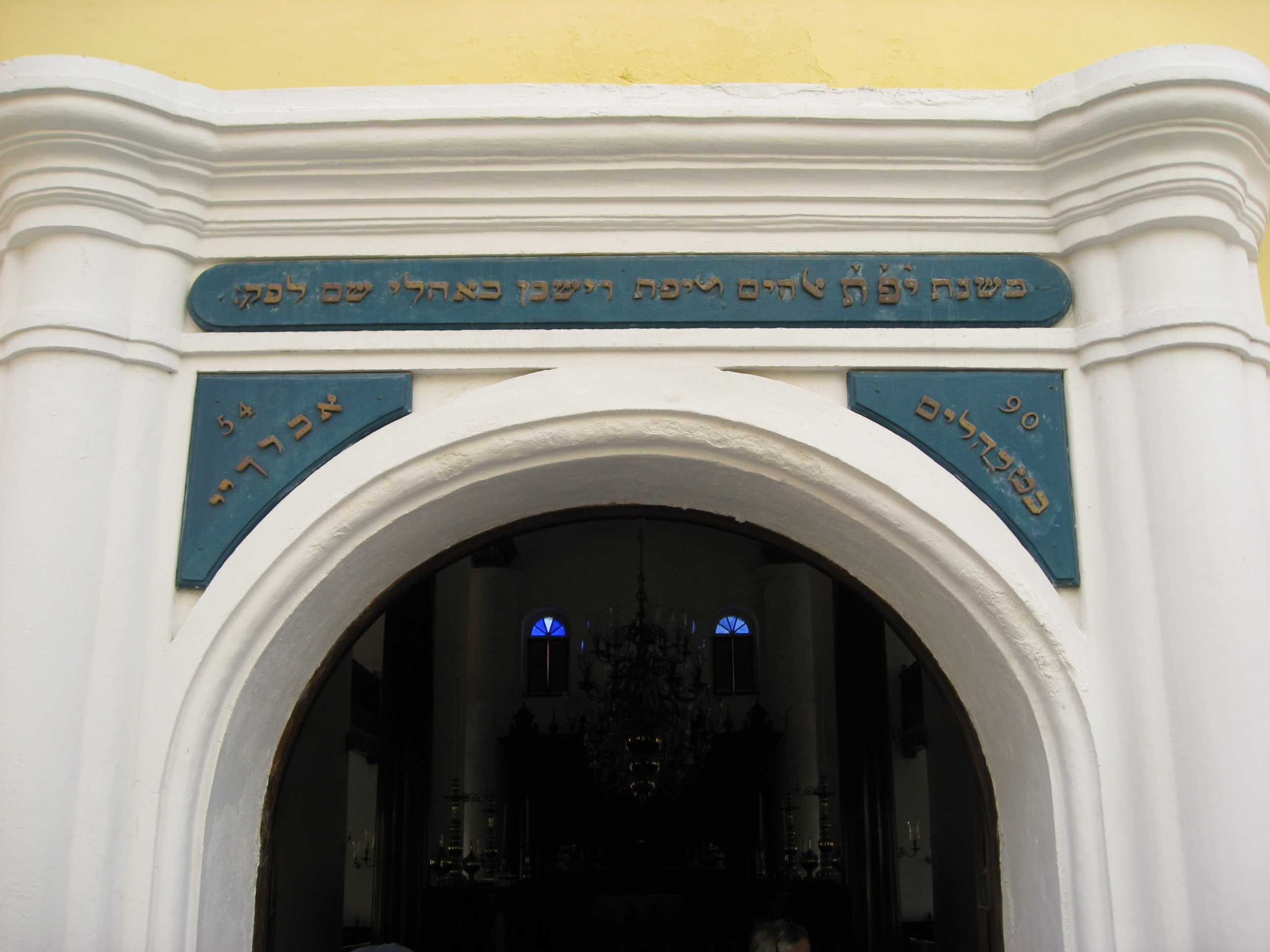
façade ouest, des inscriptions en hébreu au-dessus de l'entrée
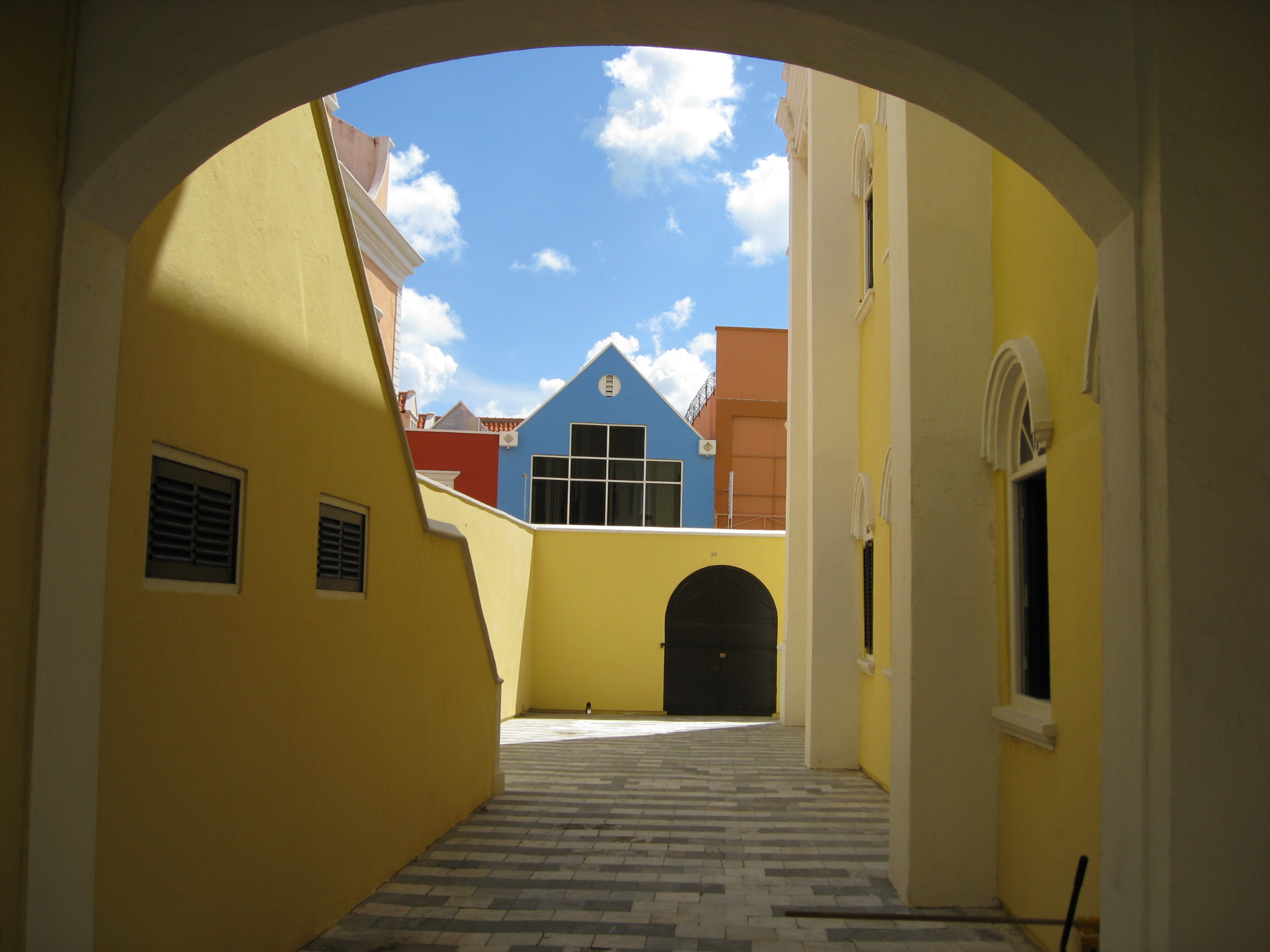
vue sur la cour en regardant vers l'extérieur